# Bernhard van Ravensberg
Bernhard van Ravensberg (overleden te Bielefeld op 16 september 1346) was van 1328 tot aan zijn dood graaf van Ravensberg. Hij was de laatste graaf uit het huis Ravensberg-Calvelage. 

## Levensloop
Bernhard was de vierde en jongste zoon van graaf Otto III van Ravensberg en diens echtgenote Hedwig, dochter van heer Bernhard III van Lippe.
Hij trad toe tot de geestelijke stand: eerst werd hij proost van het klooster van Schildesche, waarna hij kanunnik was in Osnabrück en Münster. In 1303 studeerde hij in Bologna. In 1315 kreeg van zijn moeder het land rond het klooster van Marienfeld. 
In Münster werd Bernhard in 1315 domkustos en in 1327 domthesaurier. Vanaf 1317 was hij proost van de Dom van Osnabrück. Ook kwam hij in dispuut met de adellijke familie von Hardenberg, waarbij hij gevangengenomen werd. In ruil voor zijn vrijlating moest hij een borgtocht betalen. Hiervoor kreeg hij van aartsbisschop van Maagdenburg Otto van Hessen een schadevergoeding toegewezen. Toen hij door de burgers van Hofgeismar beroofd en gevangengezet werd, zette paus Johannes XXII zich in voor zijn vrijlating.
In 1328 volgde hij zijn overleden broer Otto IV op als graaf van Ravensberg. Hij bleef zijn geestelijke ambten uitoefenen en hield zich ver van de grote vetes van zijn tijd. Desalniettemin sloot hij in 1340 een alliantie met bisschop van Minden Lodewijk van Brunswijk-Lüneburg, die in dispuut was met edelman Johann von Engellingborsten. Ook sloot hij samen met vijf andere vorsten een landvredesbondgenootschap, die door aartsbisschop van Keulen Walram van Gulik opgezet werd in diens hoedanigheid als hertog van Westfalen.
Omdat Bernhard als geestelijke ongehuwd en kinderloos was, zorgde hij ervoor dat de erfenis van het graafschap Ravensberg toeviel aan zijn nicht Margaretha en haar echtgenoot, graaf Gerard van Berg. In 1346 stierf Bernhard, waardoor de mannelijke linie van het huis Ravensberg-Calvelage uitstierf.